# Молекуларна дисторзија
Молекуларна дисторзија (од лат. distortionem — расипање) се може дефинисати као редукција у молекуларној симетрији. Захваљујући кристализацији, она врши значајан утицај на оптичку апсорпцију код инфрацрвеног спектра. Електронски спектар β безметалног фталоцијанина (MfPc) проучаван је са становишта молекуларне дисторзије и ефеката екситационих веза.
Сродна истраживања кристалне структуре MfPc открила су да је молекуларна симетрија смањена са D на  код преласка из раствора у чврсто стање. Откривено је да молекуларна дисторзија појачава раслојавање спектра, тако што је трака са дужом таласном дужином више истакнута, пружајући се према дужим таласним дужинама, док је трака са краћом таласном дужином више померена према краћим таласним дужинама.